# Elba (Alabama)
Elba – miasto w Stanach Zjednoczonych, w stanie Alabama, stolica hrabstwa Coffee. W 2008 liczyło 4121 mieszkańców. W 2023 liczba mieszkańców spadła do 3522 osób, a gęstość zaludnienia do 88,2 osoby/km².